# Họ Cỏ sao
Họ Cỏ sao (danh pháp khoa học: Nartheciaceae) là một họ trong thực vật có hoa. Họ này chỉ được một ít các nhà phân loại học thực vật công nhận.
Hệ thống APG II công nhận họ này và đặt nó trong bộ Củ nâu (Dioscoreales) của nhánh monocots. Theo định nghĩa trong APG II thì họ này bao gồm khoảng 41 loài cây thân thảo trong 4-5 chi, bao gồm chi Narthecium. 

## Các chi
- Aletris L.: Khoảng 30 loài (một số hệ thống phân loại xếp trong họ Loa kèn (Liliaceae) hay Melanthiaceae.
- Lophiola Ker Gawl. (một số hệ thống phân loại xếp trong họ Haemodoraceae hay Melanthiaceae)
- Metanarthecium Maxim. (một số hệ thống phân loại xếp trong họ Melanthiaceae)
- Narthecium Huds. (một số hệ thống phân loại xếp trong họ Liliaceae hay Melanthiaceae)
- Nietneria Klotzsch cũ Benth. (một số hệ thống phân loại xếp trong họ Melanthiaceae)

## Phát sinh chủng loài
Cây phát sinh chủng loài dưới đây lấy theo APG II.
|  | Taccaceae   |
|  |             |
|  | Thismiaceae |
|  |             |

| Hỗ trợ < 50% | \| \| Burmanniaceae \| \| \| \| \| \| Dioscoreaceae \| \| \| \| |
|              | \| \| Burmanniaceae \| \| \| \| \| \| Dioscoreaceae \| \| \| \| |
|              | Burmanniaceae                                                   |
|              |                                                                 |
|              | Dioscoreaceae                                                   |
|              |                                                                 |

|  | Burmanniaceae |
|  |               |
|  | Dioscoreaceae |
|  |               |

|  | Taccaceae   |
|  |             |
|  | Thismiaceae |
|  |             |

| Hỗ trợ < 50% | \| \| Burmanniaceae \| \| \| \| \| \| Dioscoreaceae \| \| \| \| |
|              | \| \| Burmanniaceae \| \| \| \| \| \| Dioscoreaceae \| \| \| \| |
|              | Burmanniaceae                                                   |
|              |                                                                 |
|              | Dioscoreaceae                                                   |
|              |                                                                 |

|  | Burmanniaceae |
|  |               |
|  | Dioscoreaceae |
|  |               |

|  | Taccaceae   |
|  |             |
|  | Thismiaceae |
|  |             |

| Hỗ trợ < 50% | \| \| Burmanniaceae \| \| \| \| \| \| Dioscoreaceae \| \| \| \| |
|              | \| \| Burmanniaceae \| \| \| \| \| \| Dioscoreaceae \| \| \| \| |
|              | Burmanniaceae                                                   |
|              |                                                                 |
|              | Dioscoreaceae                                                   |
|              |                                                                 |

|  | Burmanniaceae |
|  |               |
|  | Dioscoreaceae |
|  |               |

|  | Taccaceae   |
|  |             |
|  | Thismiaceae |
|  |             |

| Hỗ trợ < 50% | \| \| Burmanniaceae \| \| \| \| \| \| Dioscoreaceae \| \| \| \| |
|              | \| \| Burmanniaceae \| \| \| \| \| \| Dioscoreaceae \| \| \| \| |
|              | Burmanniaceae                                                   |
|              |                                                                 |
|              | Dioscoreaceae                                                   |
|              |                                                                 |

|  | Burmanniaceae |
|  |               |
|  | Dioscoreaceae |
|  |               |